# Aphanolejeunea amphibola
Aphanolejeunea amphibola là một loài Rêu trong họ Lejeuneaceae. Loài này được (B. Thiers) Pocs & Bernecker-Lucking mô tả khoa học đầu tiên năm 1999.